# Argyrodes fissifrontellus
Argyrodes fissifrontellus là một loài nhện trong họ Theridiidae.
Loài này thuộc chi Argyrodes. Argyrodes fissifrontellus được Michael Ilmari Saaristo miêu tả năm 1978.